# Orthomecyna chrysophanes
Orthomecyna chrysophanes là một loài bướm đêm thuộc họ Crambidae. Nó là loài đặc hữu của Kauai.